# Elliott Lester (Regisseur)
Elliott Lester (* Anfang der 1970er Jahre in London, England) ist ein britischer Film- und Fernsehregisseur.

## Leben
Lester studierte an der University of Leeds. Nach einem einjährigen Aufenthalt in Indien arbeitete er in London als Assistent beim Fernsehen. 1995 ging er in die USA, wo er als Assistent mit Regisseuren wie Tony Kaye und Vincent Gallo arbeitete. Ab 2004 begann er Musikvideos zu drehen. Nach einem Cleo Award als junger Regisseur und verschiedenen Preisen für seine Musikvideos erhielt er für seinen Debütfilm Love Is the Drug den Preis der Kritik beim Slamdance Film Festival. Als Regisseur war er bislang an zehn Produktionen beteiligt.

## Filmografie (Auswahl)
- 2006: Love Is the Drug
- 2011: Blitz – Cop-Killer vs. Killer-Cop (Blitz)
- 2014: Nachtigall (Nightingale)
- 2016: Containment – Eine Stadt hofft auf Rettung (Containment, Fernsehserie, Episode 1x08)
- 2017: Vendetta – Alles was ihm blieb war Rache (Aftermath)
- 2017: Will (Fernsehserie, Episoden 1x04–1x05)
- 2017: Schlafwandler (Sleepwalker)
- 2024: The Thicket